# Bride Hard
Bride Hard is een Amerikaanse komische actiefilm uit 2025 geregisseerd door Simon West. De film ging op 20 juni 2025 in première.

## Verhaal
De film volgt de vrouwelijke geheime agent Sam, die wordt belast met een van haar moeilijkste missies tot nu toe: undercover terwijl ze een bruidsmeisje is voor het huwelijk van haar beste jeugdvriendin. Sam is niet helemaal op haar gemak en de andere bruidsmeisjes hebben overal commentaar op. Als een team huurlingen het feest binnenstormen en de rijke gasten gijzelt, is het aan Sam om de mooiste dag van haar beste vriendin haar leven te redden.

## Rolverdeling
| acteur               | personage |
| -------------------- | --------- |
| Rebel Wilson         | Sam       |
| Anna Camp            | Betsy     |
| Anna Chlumsky        | Virginia  |
| Da'Vine Joy Randolph | Lydia     |
| Gigi Zumbado         | Zoe       |
| Stephen Dorff        | Kurt      |
| Justin Hartley       | Chris     |
| Sam Huntington       | Ryan      |
| Sherry Cola          | Nadine    |
| Michael O'Neill      | Frank     |
| Mark Valley          | Edgar     |
| Colleen Camp         | Diane     |
| Jeff Chase           | Magnus    |
| David Lengel         | Stevie    |
| Craig Anton          | Mark      |

## Achtergrond
De film werd geregisseerd door Simon West en geproduceerd door Max Osswald, Jason Ross Jallet, Joel David Moore, Colleen Camp en Cassian Elwes. Het scenario van de film werd geschreven door Shaina Steinberg naar een verhaal van haarzelf en schrijfster CeCe Pleasants Adams. De opnames van de film gingen in juli 2023 van start in Savannah, Georgia en werden afgerond in augustus 2023. Hoofdrollen in de film waren weggelegd voor onder anderen Rebel Wilson, Anna Camp, Anna Chlumsky, Da'Vine Joy Randolph en Stephen Dorff.

## Release en ontvangst
Op 23 april 2025 werd de eerste trailer van de film uitgebracht. Bride Hard werd door distributeur Magenta Light Studios op 20 juni 2025 in de Verenigde Staten uitgebracht. De film werd op 24 juli 2025 in de Nederlandse bioscopen uitgebracht. De film werd door recensenten in het algemeen negatief ontvangen. Op Rotten Tomatoes heeft de film een score van 18% op basis van 38 beoordelingen. Metacritic komt op een score van 23/100, gebaseerd op 13 beoordelingen.